# Criptoxantina
La criptoxantina o E161c, nella codifica europea degli additivi alimentari, è un carotenoide naturale. È stata isolata da piante del genere Physalis.